# Gullrips
Gullrips (Ribes aureum) är en av många buskar som tillhör vinbärssläktet. Den är en av de första att blomma på våren och har gula blommor som doftar kraftigt aromatiskt. Blomningen är riklig och långvarig. Bären uppskattas av fåglar. För bland annat humlor är den en ovärderlig värd om våren när de behöver nektar. De söker sig till busken i stora mängder.
Gullrips har ett lite hängande växtsätt liksom många andra inom släktet. Busken blir upp till ca 3 meter hög. Den etablerar sig lätt och växer snabbt och kan förökas med avläggare eller sticklingar.